# Ravine Fond Cirique
Die Ravine Fond Cirique ist ein kurzer Fluss an der Ostküste von Dominica im Parish Saint Patrick.

## Geographie
Die Ravine Fond Cirique entspringt an einem östlichen Ausläufer von Foundland und verläuft nach Nordosten. Nach kurzm, steilen Lauf mündet sie bei Delicés in den Atlantik, nur wenige Meter südlich der Mündung der Rivière Blanche (Dominica).
Der nächste benachbarte, benannte Fluss im Süden ist der Petite Savane River.